# ZP-4
La proteína 4 de unión al esperma de la zona pelúcida, también conocido como glucoproteína 4 de la zona pelúcida (ZP-4) o avilesina en honor a su descubridor Manuel Avilés Sánchez
, es una glicoproteína codificada por el gen ZP4 que forma parte de la estructura de la zona pelúcida.

## Función
La zona pelúcida es una matriz extracelular que rodea al ovocito y el embrión temprano. Está compuesta, en humanos, por cuatro glicoproteínas denominadas ZP-1, ZP-2, ZP-3 Y ZP4, que tienen diversas funciones durante la fertilización y el desarrollo preimplantacional. La proteína contiene un extremo N-terminal con una secuencia señal, un dominio similar a zona pelúcida muy conservado, y un dominio transmembrana C-terminal.
Previamente, se consideraba que ZP-4 era la misma proteína que ZP-1, puesto que en ratones solo existen 3 proteínas de la zona pelúcida.
Las funciones de ZP1, ZP2 y ZP3 ya se habían dilucidado gracias al estudio en ratones mediante modelos KO, pero la función de la cuarta proteína ZP4 aún era desconocida pues no se expresaba en ratones y no servían como modelo para su estudio. 
Gracias al estudio de la fertilidad en conejos hembra a los que se le elimina la expresión de ZP4, se ha conseguido dilucidar la función dicha proteína. Una de las estrategias empleadas para modificar genéticamente a estas conejas es la utilización de la técnica CRISPR.  Con ella se observó que la fertilidad en conejos hembra estaba gravemente afectada. Este descubrimiento permitiría controlar la población de algunos animales que llegan a convertirse en plagas y generan un alto coste e impacto en las especies autóctonas
Otros resultados observados en este estudio confirmaron que la ovulación, la fertilización y el desarrollo in vitro de blastocisto no estaban afectados por la ablación de ZP4. Sin embargo, el desarrollo in vivo está gravemente afectado en los embriones cubiertos por una zona desprovista de ZP4, lo que sugiere una capacidad protectora de la zona pelúcida defectuosa en ausencia de ZP4. La zona pelúcida sin ZP4 es significativamente más delgada, más permeable y posee una estructura más desorganizada y fenestrada. La conservación evolutiva de ZP4 en otros mamíferos, incluidos los humanos, sugiere que las propiedades estructurales conferidas por esta proteína son necesarias para garantizar un refugio adecuado del embrión durante el desarrollo preimplantacional in vivo